# Pandemia de gripe de 1918

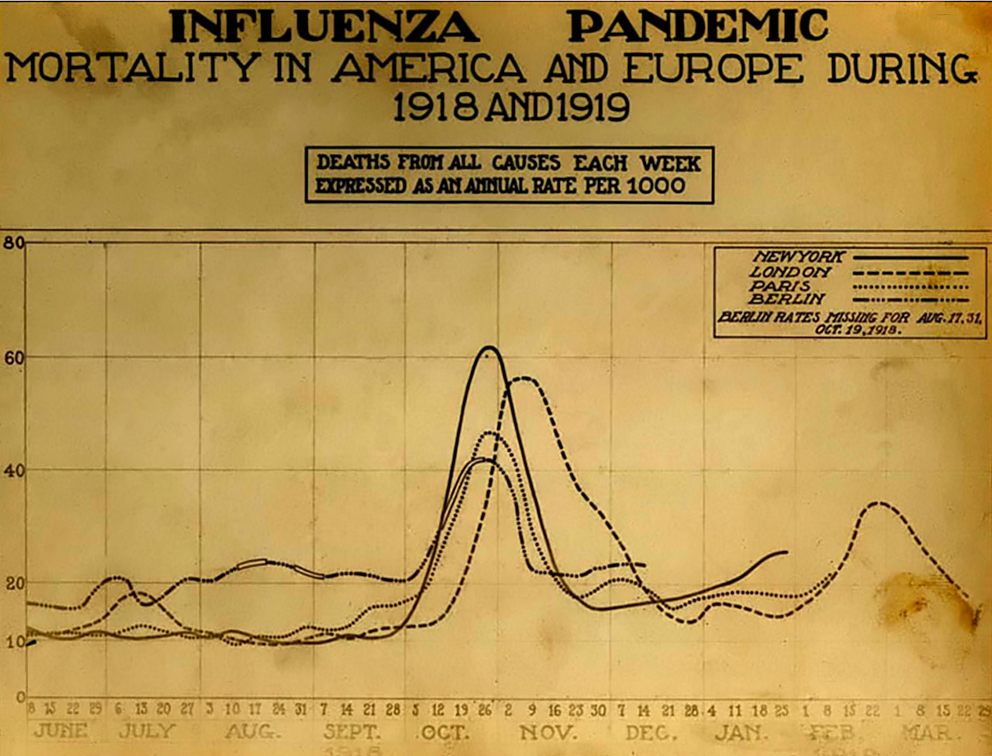
Mortalidad por semana en París, Berlín, Londres y Nueva York. El pico es atribuible a la gripe. El texto dice: «Pandemia de gripe, mortalidad en Estados Unidos y Europa durante 1918 y 1919. Muertes de causas variadas, por semana, expresadas como una tasa anual por mil».

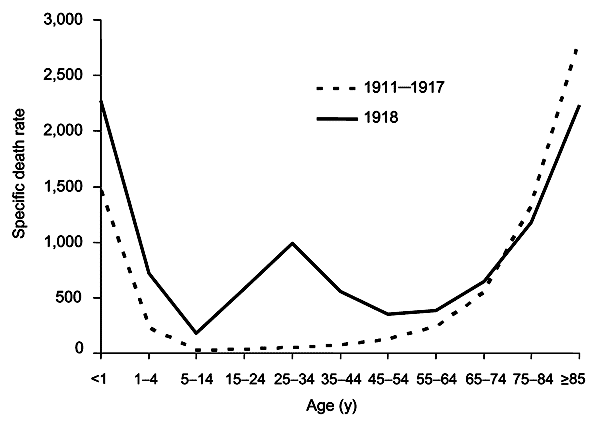
Mortalidad por edades de las epidemias de gripe normales de 1911 a 1917 (línea de rayas) y de la epidemia de 1918 (línea continua). El pico central muestra la peculiar mortalidad de 1918 entre niños, jóvenes y adultos.

La pandemia de gripe de 1918, popularmente gripe española (nombre por el que es conocida internacionalmente) o trancazo, inicialmente en España también Soldado de Nápoles, fue una pandemia causada por un brote del virus de la gripe tipo A, subtipo H1N1. A diferencia de otras epidemias de gripe que afectan principalmente a niños y ancianos, sus víctimas fueron también jóvenes y adultos con buena salud, y también animales, entre ellos perros y gatos. Se considera una de las pandemias más devastadoras de la historia humana, ya que en solo un año acabó con la vida de entre 20 y 40 millones de personas. Esta cifra de muertos, que incluía una alta mortalidad infantil, se considera uno de los ejemplos de crisis de mortalidad.
La enfermedad fue notificada por primera vez el 4 de marzo de 1918, en Fort Riley (Kansas, Estados Unidos), aunque ya en el otoño de 1917 se había producido una primera oleada heraldo (ya que es la que anunciaba la llegada del resto) en al menos catorce campamentos militares. Tradicionalmente, se ha localizado al paciente cero en Estados Unidos, concretamente, en el condado de Haskell, en enero de 1918, y en algún momento del verano de ese mismo año este virus sufrió una mutación o grupo de mutaciones que lo transformó en un agente infeccioso letal. El primer caso confirmado de la mutación se dio el 22 de agosto de 1918 en Brest, el puerto francés por el que entraba la mitad de las tropas estadounidenses aliadas en la Primera Guerra Mundial.
Recibió el apelativo de gripe española porque la pandemia ocupó una mayor atención de la prensa en España que en el resto de Europa, ya que España no estaba involucrada en la Primera Guerra Mundial y por tanto no se censuró la información sobre la enfermedad.
Con el fin de estudiar la pandemia de gripe, los científicos han empleado muestras de tejido de víctimas congeladas para reproducir el virus. Dada la extrema virulencia del brote y la posibilidad de escape accidental (o liberación intencionada) de la cuarentena, hay cierta controversia respecto a las bondades de estas investigaciones. Una de las conclusiones de la investigación fue que el virus mata a causa de una tormenta de citocinas, lo que explica su naturaleza extremadamente grave y el perfil poco común de edad de las víctimas.

## Historia
Tradicionalmente se ha considerado «enfermo cero» al cocinero Gilbert Michell de Fort Riley en Kansas ingresado el 4 de marzo de 1918. Horas después ya se contabilizaban decenas de casos, hasta el punto de tener que habilitar un hangar para los enfermos, pues el hospital no tenía capacidad suficiente. Sin embargo, investigadores como Santiago Mata recogen informes y publicaciones donde se afirma que ya se habían detectado brotes muy virulentos de la gripe meses antes y no en Kansas, sino en casi todos, por no decir todos, los campamentos militares estadounidenses habilitados para el envío de soldados a Europa.
La gripe llevaba tiempo incrementando sustancialmente su tasa de mortalidad. Así, Mata recoge el dato de 18 886 muertos por gripe en 1916, un 2,6 % de mortalidad cuando una gripe estacional arrojaba en Estados Unidos una mortalidad media de un 0,056 %. Esta tasa de mortalidad en 1916 suponía ya un incremento del 65 % respecto a 1915 y a su vez la mortalidad de ese año fue un 75 % más que la de 1914. Sin embargo, estas cifras se obtienen de la población en general, cuando la gripe afecta mucho más a niños y sobre todo a personas mayores, hasta un 95 % de los muertos estacionales pertenecen a este colectivo. Pero en diciembre de 1917 surge un dato sorprendente en Camp Greene, cerca de Charlotte (Carolina del Norte), donde se constatan 20 muertos de un total de 565 enfermos de gripe, todos ellos hombres jóvenes. Esta cantidad supone un incremento entre 100 y 200 veces la tasa de mortalidad habitual para población juvenil. Por esta razón se considera que fue en Camp Greene donde apareció el paciente 0 infectado por el H1N1. Además los síntomas descritos se diferencian de los de una gripe estacionaria para ir pareciéndose a los de la gripe pandémica.[cita requerida]

### Los síntomas detectados en el Campamento Greene

Viñeta humorística haciendo referencia al "Soldado de Nápoles", nombre dado inicialmente a la enfermedad por ser tan pegadiza como el tema de aquella zarzuela.

Santiago Mata recoge las descripciones aportadas por el capitán médico Herman Elwyn sobre los pacientes aparecidos en diciembre de 1917 y meses posteriores. Estos síntomas eran:
- Cara con color grisáceo;
- Pupilas moderadamente dilatadas;
- Fiebre superior a los 39 grados;
- Pulso rápido, de más de 140 pulsaciones por minuto e incluso hasta 160;
- Respiración superficial y rápida;
- Agotamiento extremo;
- Entre cuatro y seis horas tras los primeros síntomas, los pulmones del paciente ya comenzaban a segregar exceso de líquido;
- Entre las 12 y 18 horas después de aparecer los síntomas anteriores se producía un empeoramiento con más líquido pulmonar, más disnea, aumento en la dilatación pupilar, postración, sudoración profusa, aumento de la fiebre;
- Cianosis.

De no remitir los síntomas, la muerte sobrevenía entre 24 y 48 horas después de producirse el empeoramiento.
Pero estos primeros síntomas fueron empeorando según avanzaba la enfermedad. En febrero al cuadro anterior era necesario añadir en varios casos el dolor abdominal, hasta el punto de confundirse con una apendicitis, las pulsaciones aumentaban aún más en los casos de la segunda oleada, su color era todavía más pálido y el aspecto se asemejaba al de los enfermos por fiebres tifoideas. Esto podía empeorar aún más la situación, al ir pasando los pacientes de una sección especializada a otra.

### Expansión de la epidemia

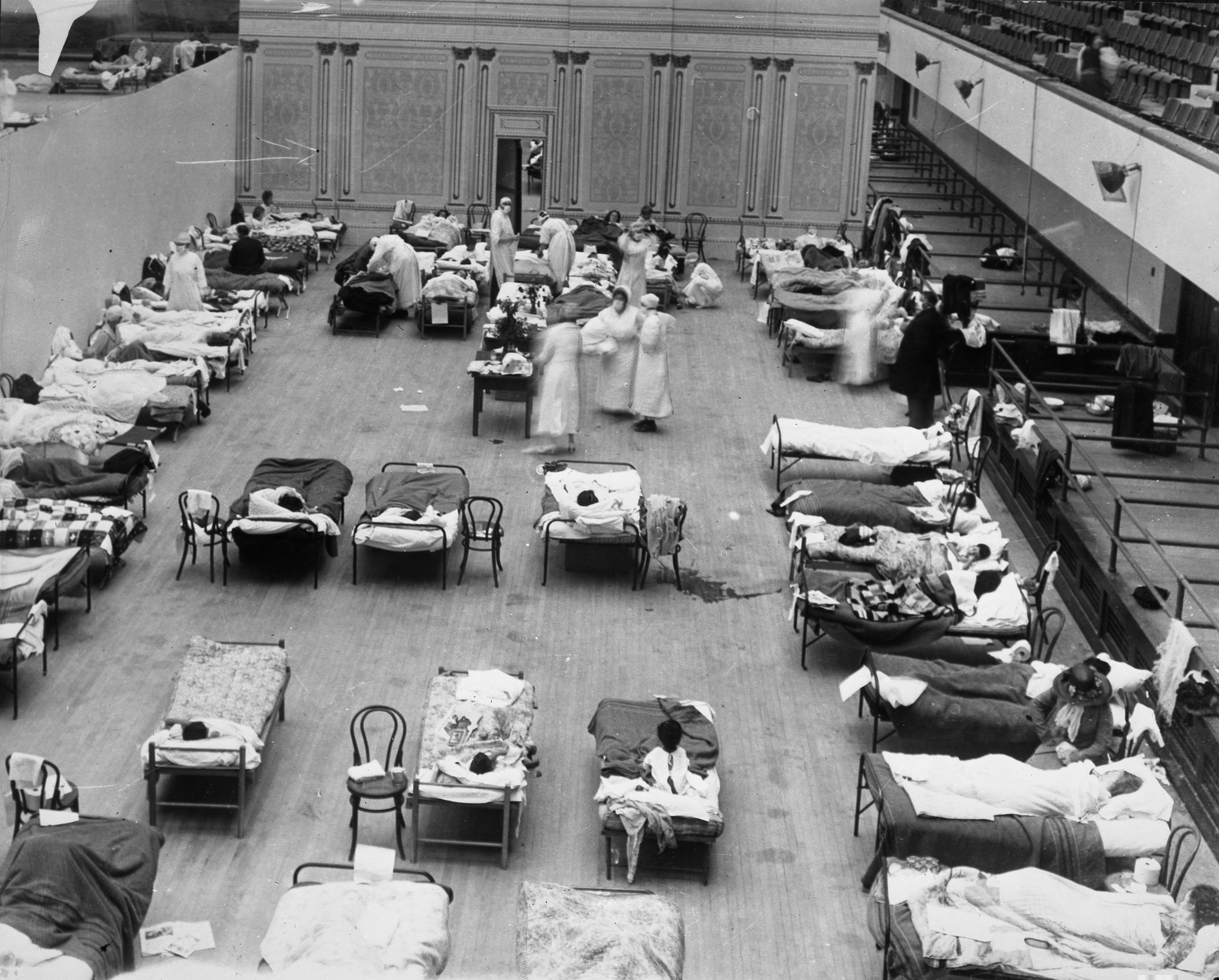
El auditorio municipal de Oakland convertido en improvisado hospital en 1918.

En diciembre de 1917, ya eran 14 de los 16 campamentos militares existentes afectados por la gripe, incluso en Camp Pick ya se habían constatado 12 muertos en octubre de 1917, en Camp Beauregart 50 muertos en noviembre y en Camp Bowie 172 muertos también en noviembre de 1917. Es la llamada Oleada heraldo (Mata, 2017).
El presidente estadounidense Woodrow Wilson consultó con el general Peyton C. March, jefe del estado mayor estadounidense desde mayo de 1918, si debían suspender los envíos de tropas a Europa para no propagarla, pero March le indicó que una noticia así podía perjudicar mucho la marcha en el frente al saber la Triple Alianza los problemas entre las filas de su enemigo. Por esta razón, Wilson no detuvo los envíos, pese a recibir informes de que sus ciudadanos estaban enfermando e incluso muriendo en los barcos al declararse la gripe a bordo. En agosto de 1918, ya eran cerca de un millón y medio de soldados estadounidenses desplazados a Europa, muchos enfermos de gripe.
Tras registrarse los primeros casos en Europa, al parecer en Francia, la gripe pasó al Reino Unido, después a Italia, más adelante cruzó a Alemania y por último a España, un país neutral en la guerra que no censuró la publicación de los informes sobre la enfermedad y sus consecuencias, de ahí que, pese a ser un problema internacional, se le diera este nombre por parecer en las informaciones de la época que era el único país afectado. Los hospitales estaban colapsados y los hospitales militares también tenían todas las plazas ocupadas. En el frente, el ejército alemán suspendió la ofensiva de 1918 porque tenía a un millón de soldados enfermos en el mes de mayo. En la oleada de mayo de 1918, se cree que más de la mitad de la población de Madrid había contraído la enfermedad. Resultó un duro golpe para la población europea, pero también para la moral porque, con los adelantos conseguidos en higiene y sanidad, las autoridades consideraban orgullosamente haber desarrollado servicios sanitarios capaces de dejar en el olvido las pasadas epidemias, fueran de cólera u otras.
Pese a todo, lo peor estaba por llegar. Aunque ciudades como Madrid habían pasado lo más duro, la segunda oleada de 1918 afectó tanto a las ciudades como a pequeños municipios del mundo rural. El 75 % de las muertes se cree que acontecieron en la segunda oleada de 1918. Aunque esta epidemia comenzó siendo una gripe relativamente benigna, su mortalidad fue aumentando progresivamente.
En 1919, la enfermedad ya fue mucho menos virulenta por estar la mayoría de los organismos adaptados al virus. A pesar de esto, en 1920 aún se detectó un último repunte, pero no hubo más. Sin embargo, los efectos negativos sobre la población siguieron produciéndose en forma de mortalidad infantil al perder los niños a uno de los dos progenitores y en algunos casos a los dos. Con todo, la gran epidemia de la gripe desapareció de una forma muy parecida a como había empezado, entre otras razones por estar la mayoría de los supervivientes inmunizados. Así, el virus de 2009 que pertenece a la misma familia del H1N1 resultó mucho menos letal.

### Hipótesis del origen

#### China
Una de las pocas regiones del mundo aparentemente menos afectadas por la pandemia de gripe de 1918 fue China, donde varios estudios han documentado una temporada de gripe comparativamente leve en 1918 (aunque esto se disputa debido a la falta de datos). Esto ha llevado a especular que la pandemia se detectó en China, ya que las tasas más bajas de mortalidad por gripe pueden explicarse por la inmunidad previamente adquirida de la población china al virus de la gripe.
En 1993, Claude Hannoun, experto principal en la gripe de 1918 en el Instituto Pasteur, afirmó que el virus precursor probablemente provenía de China. Luego mutó en los Estados Unidos cerca de Boston y desde allí se extendió a Brest, Francia, los campos de batalla de Europa, el resto de Europa y el resto del mundo, con soldados y marineros aliados como principales diseminadores. Hannoun consideró varias hipótesis alternativas de origen, como Kansas y Brest, como posibles, pero no probables.
En 2014, el historiador Mark Humphries argumentó que la movilización de 96 000 trabajadores chinos para trabajar detrás de las líneas británica y francesa podría haber sido la fuente de la pandemia. Humphries, de la Memorial University of Newfoundland en St. John's, basó sus conclusiones en registros recientemente desenterrados. Encontró evidencia de archivo de que una enfermedad respiratoria que azotó el norte de China en noviembre de 1917 fue identificada un año después por funcionarios de salud chinos como idéntica a la gripe de 1918.
Un informe publicado en 2016 en el Journal of the Chinese Medical Association no encontró evidencia de que el virus de 1918 fue importado a Europa por soldados y trabajadores chinos y del sudeste asiático y en su lugar encontró evidencia de su circulación en Europa antes de la pandemia. El estudio de 2016 sugirió que la baja tasa de mortalidad por gripe (aproximadamente 1/1000) encontrada entre los trabajadores chinos y del sudeste asiático en Europa significaba que la mortal pandemia de gripe de 1918 no podía haberse originado en esos trabajadores.
Un estudio de 2018 de diapositivas de tejidos e informes médicos dirigido por el profesor de biología evolutiva Michael Worobey encontró evidencia contra la propagación de la enfermedad por los trabajadores chinos, y señaló que los trabajadores llegaron a Europa por otras rutas que no significaron una propagación detectable, lo que hace que sea poco probable que hayan sido anfitriones originales.

#### Estados Unidos
Algunos han sugerido que la epidemia se detectó en los Estados Unidos. El historiador Alfred W. Crosby declaró en 2003 que la gripe se detectó en Kansas y el autor popular John M. Barry describió un brote de enero de 1918 en el condado de Haskell, Kansas, como el punto de origen en su artículo de 2004.
Un estudio de 2018 de portaobjetos de tejido e informes médicos dirigido por el profesor de biología evolutiva Michael Worobey encontró evidencia contra la enfermedad originada en Kansas, ya que esos casos fueron más leves y tuvieron menos muertes en comparación con las infecciones en la ciudad de Nueva York en el mismo período de tiempo. El estudio encontró evidencia a través de análisis filogenéticos de que el virus probablemente tenía un origen norteamericano, aunque no fue concluyente. Además, las glucoproteínas de hemaglutinina del virus sugieren que se detectó mucho antes de 1918, y otros estudios sugieren que el reordenamiento del virus H1N1 probablemente ocurrió alrededor de 1915.
La segunda y la tercera olas de la gripe española arremetieron contra Estados Unidos en los meses de invierno de 1918. En esta oportunidad, los civiles no permanecieron a salvo. Los pueblos indígenas del país, especialmente las tribus de Alaska, sufrieron enormemente. La gripe acabó con los habitantes de algunos pueblos de Alaska, mientras que otros perdieron la mayor parte de su población adulta.

#### Europa
El virólogo John Oxford teorizó que el principal campamento de acuartelamiento de tropas y hospital del Reino Unido en Étaples (norte de Francia) era el centro de la pandemia. Su estudio encontró que a fines de 1916 el campamento de Étaples fue golpeado por el inicio de una nueva enfermedad con alta mortalidad que causó síntomas similares a la gripe. Según Oxford, en marzo de 1917 hubo un brote similar en los cuarteles del ejército en Aldershot, y más tarde los patólogos militares reconocieron estos brotes tempranos como la misma enfermedad que la gripe de 1918. El campamento y el hospital superpoblados eran un ambiente ideal para la propagación de un virus respiratorio. El hospital trató a miles de víctimas de ataques con gas venenoso y otras víctimas de la guerra, y 100 000 soldados pasaron por el campamento todos los días. También había en él una pocilga, y regularmente se traían aves de corral de las aldeas vecinas para alimentar el campamento. Oxford y su equipo postularon que un virus precursor, alojado en aves, mutaba y luego migraba a cerdos mantenidos cerca del frente.
Un informe publicado en 2016 en el Journal of the Chinese Medical Association encontró evidencia de que el virus de 1918 había estado circulando en los ejércitos europeos durante meses y posiblemente años antes de la pandemia de 1918. El politólogo Andrew Price-Smith publicó datos de los archivos austriacos que sugieren que la gripe comenzó en Austria a principios de 1917.

## Mortalidad, letalidad y morbilidad

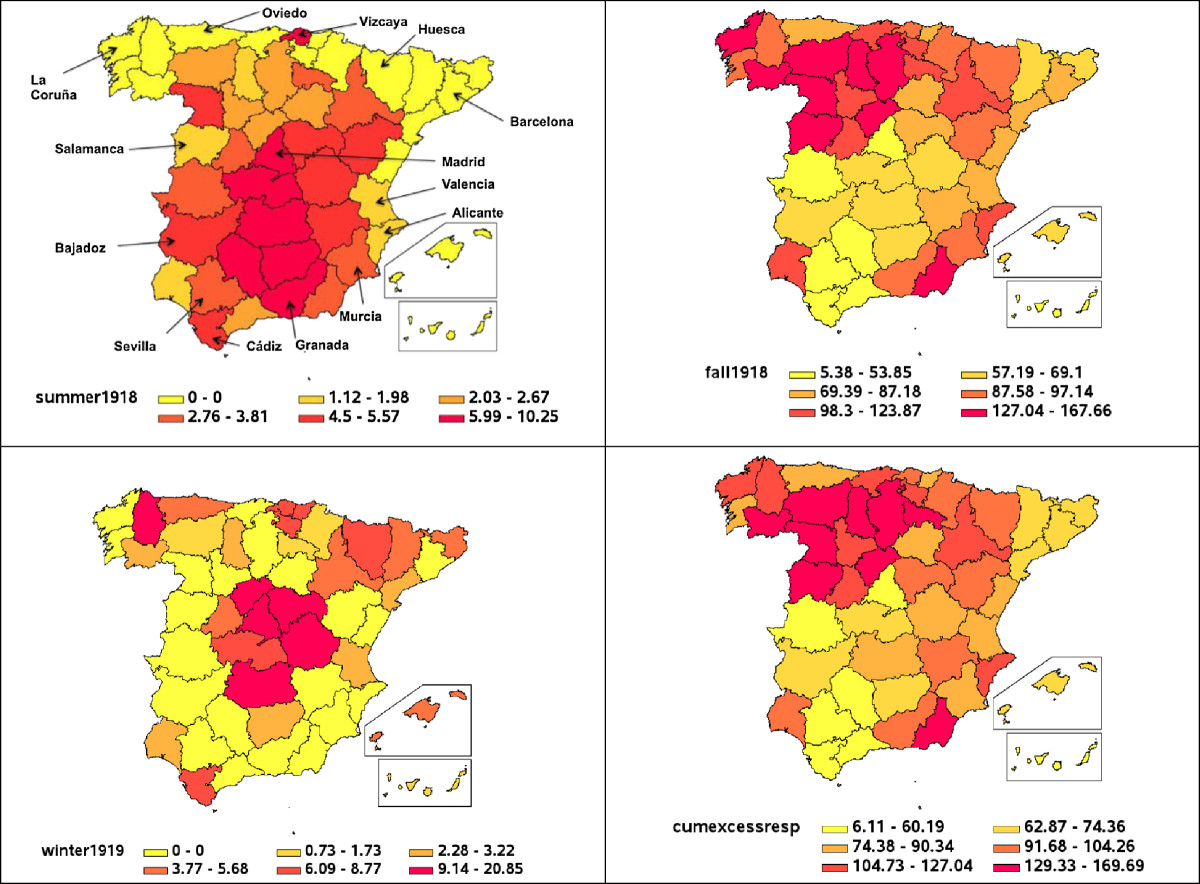
Mapas de tasas de sobremortalidad respiratoria por cada 10 000 habitantes en cada provincia de España en 1918-1919. Los mapas muestran las tres oleadas pandémicas de primavera (mayo-julio 1918), otoño (agosto-diciembre 1918) e invierno (enero 1919-abril 1919) así como el total acumulado para toda la pandemia de gripe de 1918–1919.

Se desconoce la tasa de mortalidad de la pandemia de 1918-1920. Autores como Juan Carlos Losada (2012) estiman que la tasa de letalidad —es decir, el porcentaje de infectados que murieron por la gripe— fue del 10 % al 20 %. Su tasa de morbilidad pudo llegar hasta la mitad de la población mundial, pero otras fuentes la elevan hasta dos tercios, esta tasa de mortalidad específica significa que entre un 3 % y 6 % de la población mundial murió, pero varía mucho con las poblaciones, pues pueblos indígenas del Pacífico o el Ártico llegaron a perder hasta el 90 % de su población. La gripe pudo haber matado a 25 millones de personas en las primeras 25 semanas. Estimaciones más antiguas indicaban que murieron entre 40 y 50 millones de personas. Sin embargo, gran cantidad de países no disponían de un servicio sanitario capaz de recoger datos fidedignos y muchos de los muertos no fueron contabilizados; por esta razón estimaciones actuales mencionan entre 50 y 100 millones de víctimas. Es difícil, sin embargo, compararla con otras importantes pandemias de gripe del pasado de las que ahora es imposible extraer alguna información, como la de 1580.
España fue uno de los países europeos más afectados con cerca de 8 millones de personas infectadas en mayo de 1918 y más de 200 000 muertes (a pesar de que las cifras oficiales redujeron las víctimas a «solo» 147 114 personas).
Se estima que en China murieron 30 millones de personas,[cita requerida] alcanzando una mortalidad del 40 % de la población en algunas zonas. En el Ejército de China, al menos el 35 % de las tropas que enfermaron murieron. En Estados Unidos, cerca del 28 % de la población padeció la enfermedad y murieron entre 500 000 y 675 000 personas. En el Reino Unido murieron 250 000, en España 200 000 (el 1 % de la población), en Colombia aproximadamente 3000 (Principalmente en el departamento de Boyacá), en Venezuela 25 000, en Argentina oficialmente 14 997, aunque se estima el doble, en Paraguay unas 2000 personas, en Francia 400 000 y en Italia una cifra similar. En la India británica fallecieron de 10 a 17 millones. Las estimaciones sobre el África subsahariana hablan de 1,5 a 2 millones de víctimas. En Alaska en el pueblo inuit de Fairbanks de los 80 habitantes, 78 murieron en sólo una semana y en Sudáfrica, murieron comunidades enteras, en Australia murieron unas 80 000 personas y en Fiyi murió el 30 % de la población en sólo dos semanas, mientras que en Samoa Occidental el 40 %, en Chile murieron 43 113 personas.

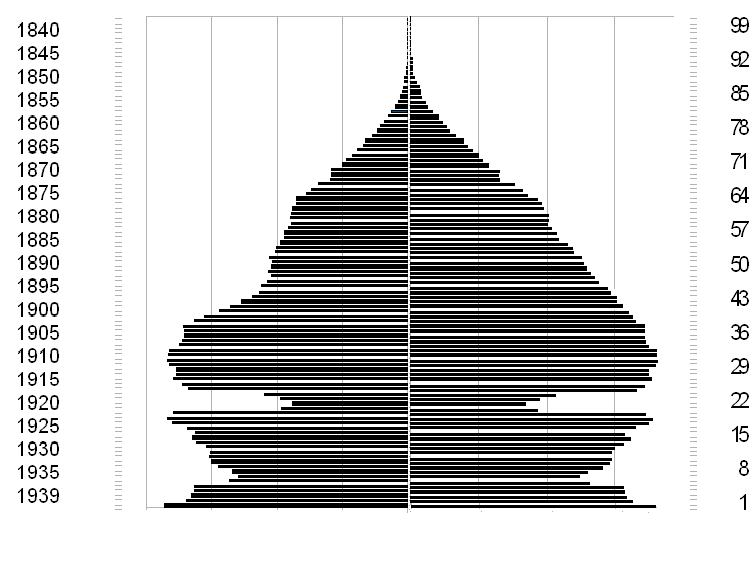
Pirámide de la población alemana en 1939 donde puede verse claramente la disminución de la población a causa de la Primera Guerra Mundial y de la gripe de 1918.

En el caso del Perú, se documentaron tres olas de gripe, la primera en Lima entre julio y septiembre de 1918. La segunda fue entre noviembre de 1918 y febrero de 1919, la misma que se extendió a Trujillo e Iquitos, en el río Amazonas. La tercera ola se registró entre enero y marzo de 1920 en Lima y de julio a octubre en Ica. No se cuenta con datos precisos sobre la mortalidad que causó el virus. Respecto de Colombia, la pandemia comenzó a circular en Bogotá y luego el departamento de Boyacá dejando 2 800 fallecidos a su paso en octubre de 1918 y se prolongó hasta agosto de 1919. En Costa Rica se cuenta información de un aproximado de 2300 fallecidos según datos revelados en marzo de 1920.
Autores como Qureshi (2016, p. 42) sostienen que la Primera Guerra Mundial no causó la gripe, pero sí contribuyó decisivamente a su propagación. En primer lugar porque un factor en la transmisión de la enfermedad fue la cantidad de viajes entre combatientes. La modernización de los sistemas de transporte posibilitó que los navegantes propagaran más rápidamente la pandemia sobre todos los continentes. En segundo lugar, por el movimiento de tropas y la mayor propagación que permitía más mutaciones aún. Además los soldados estaban debilitados por la tensión del combate, la mala salubridad, los ataques químicos y por poseer un sistema inmunitario joven con capacidad para sobrerreaccionar contra el virus.

## Tratamientos

Biólogos españoles ante el microbio de la gripe de 1918.

La población mundial está inmunizada para cepas de la gripe que son habituales, pero ante mutaciones o nuevas cepas muy agresivas puede estar muy indefensa. En 1918 no había vacunas. Los primeros estudios comenzaron de manera eficaz en 1931 y en los años cuarenta el ejército de los Estados Unidos desarrolló las primeras vacunas inactivas aprobadas para la gripe, que se utilizaron en la Segunda Guerra Mundial.
Ante la pandemia de 1918 no se lleva la cuenta de cuántos remedios milagrosos se anunciaron. Pero los médicos también utilizaron todos los recursos a su alcance: desde el antiguo arte de sangrar a los pacientes, administrarles oxígeno, hasta suministrar cantidades enormes de aspirinas. Se trató de desarrollar nuevas vacunas y sueros, principalmente contra varios tipos de neumococos y lo que ahora se llaman Haemophilus influenzae, un nombre derivado del hecho de que originalmente se consideraba el agente etiológico. Pero solamente una medida terapéutica mostró algún éxito: la transfusión de sangre de pacientes recuperados a nuevas víctimas; estrategia que se vuelve a probar en la enfermedad del COVID-19 de 2020.
Como ilustración de la falta de terapias puede señalarse que con motivo de la pandemia de gripe de 1918 se publicó un Boletín Oficial Extraordinario de la Provincia de Burgos (España), una orden donde se indicaba el peligro de las reuniones, el modo de contagio y la necesidad de seguir las indicaciones del médico:

...Habiéndose cometido por algunos pueblos la imprudencia, a pesar de lo dispuesto por este Gobierno civil en la circular inserta en el Boletín de 25 del mes último, de celebrar las fiestas de la localidad, dando origen con ello a que se haya difundido rapidísimamente la epidemia entre el vecindario, creando con ello situaciones angustiosas para dichos pueblos, vuelvo a reiterar á los que todavía no estén convencidos del grave peligro que esto encierra, que se abstengan terminantemente de celebrar dichas fiestas ó reuniones... Por tanto, estoy resuelto a castigar duramente, como ya se ha hecho en algún caso, a los incumplidores de esta disposición. Asimismo recuerdo que la infección se propaga por las gotitas de saliva que despide el que habla, tose, etc. a nuestro lado, al ser respiradas por los que le rodean... Que se abstengan, en consecuencia, de permanecer en locales cerrados, mal ventilados, donde se reúne mucha gente, como tabernas, cafés, etc. Que se extreme la limpieza de las casas. Que se tengan abiertas todo el día las ventanas de los dormitorios y se ventilen con frecuencia los locales donde permanezcan durante el día. Estar en el campo el mayor tiempo posible porque el aire libre, el agua y la luz son los mejores desinfectantes en esta ocasión. Tener mucha limpieza de la boca y en una palabra, seguir los consejos del Médico y desoirá los ignorantes que se os invitan a beber alcohol ó consumir tabaco como remedios preventivos por ser sus efectos en esta ocasión más nocivos que nunca. Burgos 4 de octubre de 1918. El Gobernador, Andrés Alonso López.

Según Losada (2012) varios cargos públicos españoles utilizaron la vieja diligencia de huir, porque hasta bien entrado el siglo XIX se decía:
De las mortíferas pestes tres diligencias libertan: pronta salida, remota distancia y muy larga ausencia.

## Estudios recientes

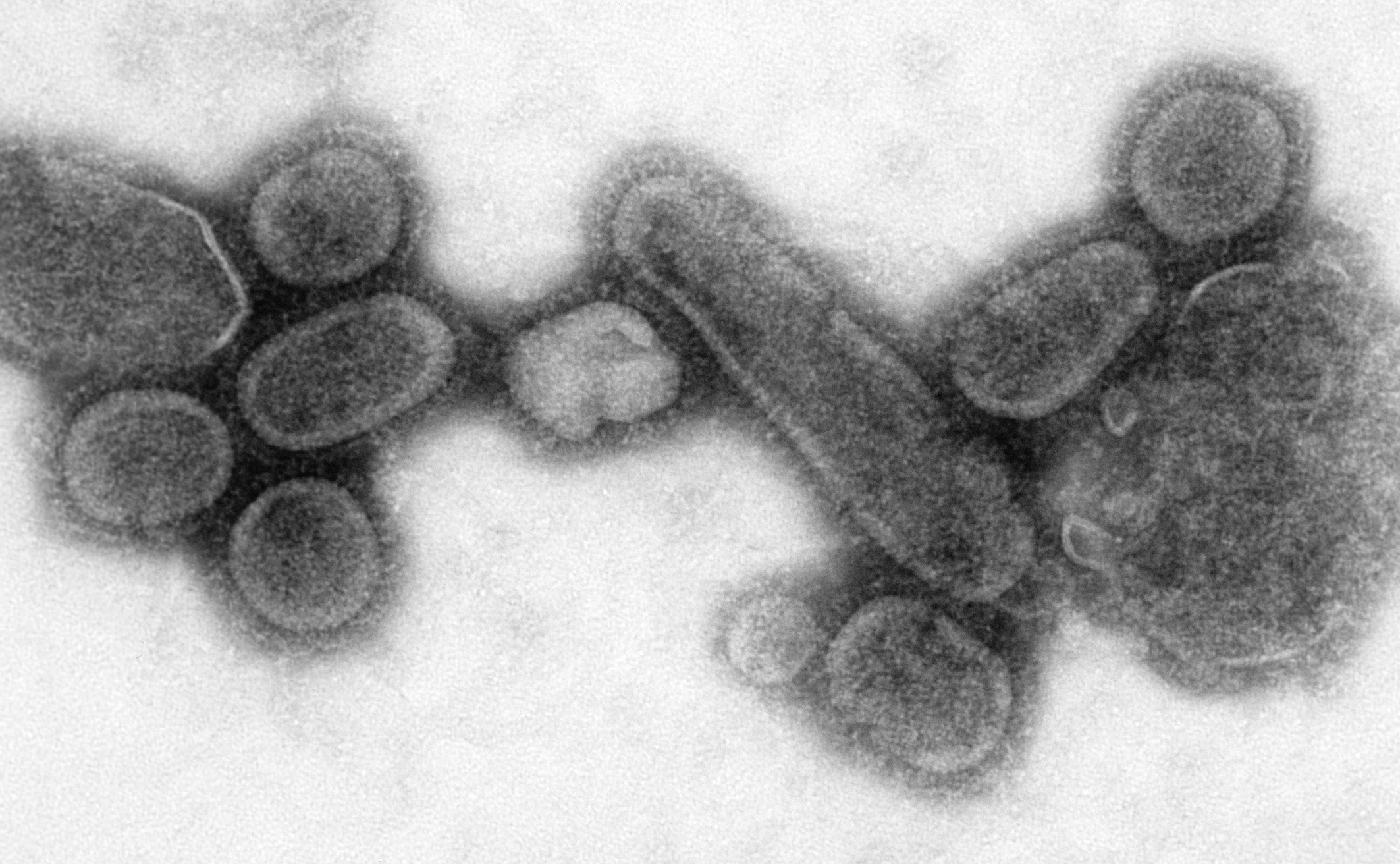
Imagen al microscopio electrónico del virus de 1918 (recreado en laboratorio).

El 26 de febrero de 2001 en la publicación científica PNAS se reconstruyó por primera vez un virus de gripe con la secuencia del segmento NS del virus de 1918 y con la secuencia de un virus adaptado en ratones. Los investigadores reconstruyeron ese virus quimera y evaluaron su virulencia.
Los investigadores que realizaron este trabajo comprendieron que la clave para entender el potencial de virulencia de una cepa de virus de gripe pasaba por estudiar su patrón molecular y las características fenotípicas asociadas a su secuencia genética; en otras palabras, la clave para entender la virulencia de una cepa de gripe requiere manipular la secuencia genética del virus y estudiar su comportamiento. La técnica biomolecular que permite realizar tales estudios recibe el nombre de «genética inversa». La genética inversa se basa en la posibilidad de «rescatar» un virus de novo a partir de la expresión de su material genético. La expresión coordinada del genoma de un virus en una célula usando vectores de expresión permite que se produzcan todos los factores necesarios para la creación del virus.
Un equipo multidisciplinario, capitaneado por el burgalés Adolfo García Sastre, uno de los padres de la genética inversa del virus de la gripe, se propuso en el 2003 la titánica tarea de encontrar las causas que propiciaron la pandemia de virus de la gripe de 1918. Los investigadores que participaron en este proyecto pretendían encontrar esas causas analizando las características moleculares distintivas de este virus pandémico. El equipo englobó, junto con el grupo de Adolfo García-Sastre, a los grupos de Peter Palese, Ian Wilson, Christopher Basler, Michael Katze y Jeffrey Taubenberger.
El 6 de febrero de 2004 se publicó en la revista Science un artículo realizado por dos equipos de investigadores, uno dirigido por Sir John Skehel, director del Instituto Nacional de Investigación Médica (National Institute for Medical Research) de Londres, y otro por el profesor Ian Wilson del Scripps Research Institute de San Diego, California. Ambos habían sintetizado la proteína hemaglutinina responsable de la epidemia de gripe de 1918 combinando ADN procedente del pulmón de una mujer inuit encontrada en la tundra de Alaska y de muestras preservadas de soldados estadounidenses de la Primera Guerra Mundial.

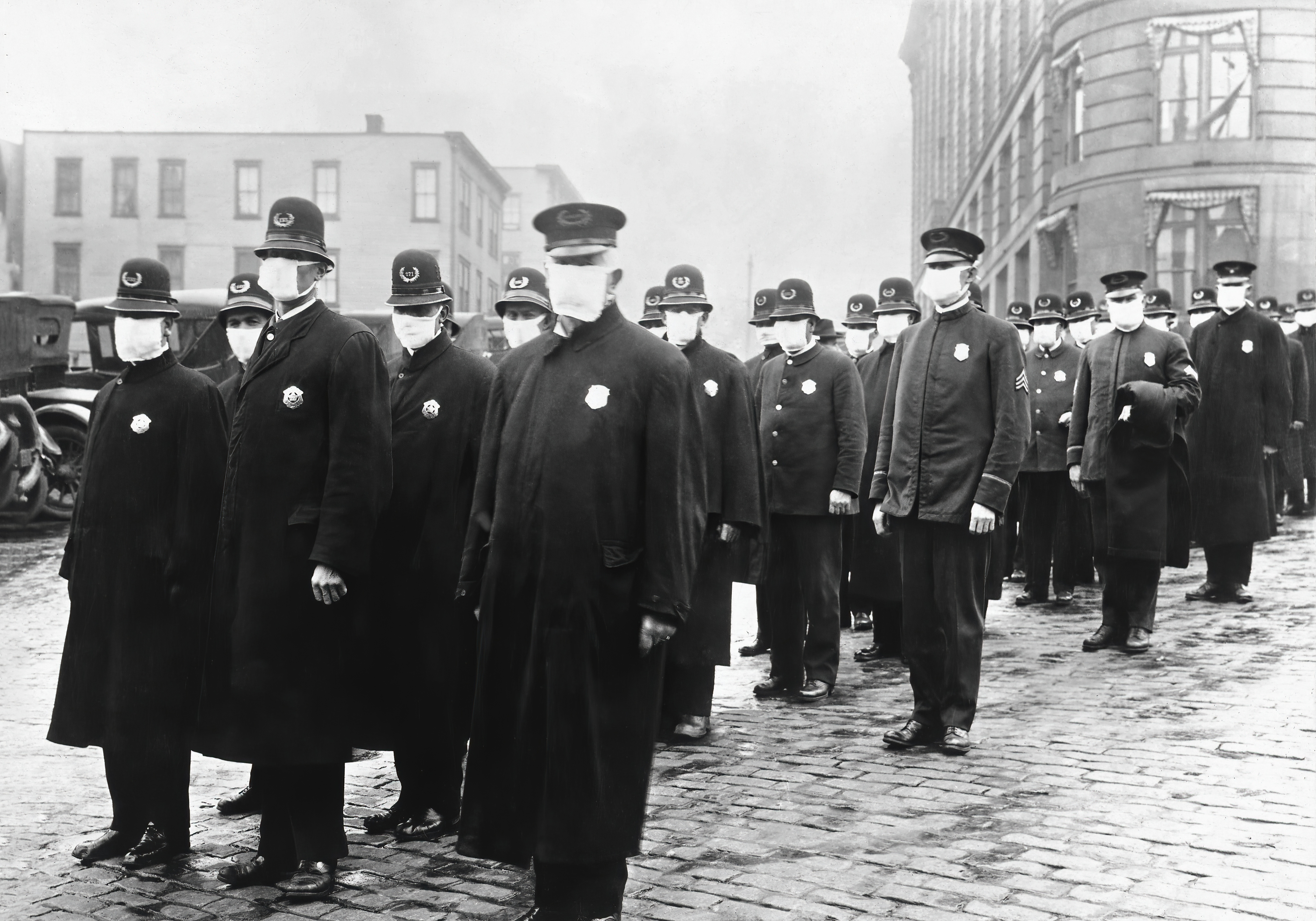
Policías preparados para actuar en medio de la pandemia en Seattle, Estados Unidos.

El 5 de octubre de 2005, también en Science, se publicó por primera vez en la historia la reconstrucción de un virus extinto, el virus de la gripe de 1918. El virus fue totalmente reconstruido in vitro a partir de las secuencias obtenidas del análisis de muestras históricas de tejidos realizados por el grupo de Jeffrey Taubenberger. Según el informe, después de varias décadas los científicos lograron recrear el virus con ayuda de técnicas de genética inversa, para «retornarlo a la vida» en un laboratorio de bioseguridad de nivel 3, de los Centros para el Control y Prevención de Enfermedades en Atlanta. Sus efectos fueron estudiados en ratones, embriones de pollo y células pulmonares humanas, empleando para ello diversas versiones fabricadas con genes de otros virus gripales, y así efectuar comparaciones y descubrir los elementos que lo hicieron tan mortífero. Al igual que el original, el virus reconstituido mató en pocos días a los ratones, y se comprobó que también mataba a los embriones de pollo, del mismo modo que el virus aviar H5N1.

## Contención con los medios actuales

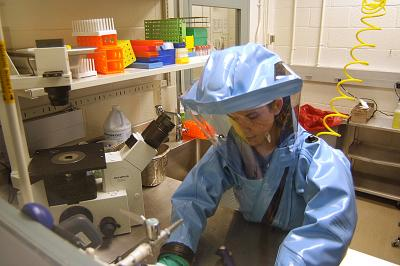
Imagen de un Laboratorio de contención biológica nivel 4, el United States Army Medical Research Institute of Infectious Diseases.

Si en el siglo XXI se produjera una zoonosis causada por virus de alta virulencia y con el que la especie humana no hubiera tenido contacto alguno, no se considera posible detenerlo con los medios actuales, al menos en la primera oleada (véase el ejemplo de la pandemia de COVID-19). Ciertamente la Humanidad cuenta con varias ventajas respecto a la situación científica y técnica de 1918. Algunas de las más importantes son:
- Poseer laboratorios de contención biológica nivel 3 y 4 en lugar de tener los científicos que investigar protegidos simplemente por una bata y una mascarilla.
- Disponer los hospitales mucho mejor equipados, con medios como unidades de cuidados y de vigilancia intensiva.
- Poseer más información y experiencia, tanto en el aislamiento, estudio del agente infeccioso para sintetizar vacunas, como en el conocimiento de los patógenos y las formas de combatirlos, en 1918 no tenían claro si era un virus, una bacteria o algún otro causante.
- Disponer de una industria farmacéutica capaz de producir ingentes cantidades de antibióticos y antivirales que detengan las infecciones secundarias y la infección principal.
- Contar con una capacidad mucho mayor para producir vacunas.

Pese a todas estas ventajas, con una población de siete mil millones de seres humanos y el transporte aéreo como nuevo vector de propagación se considera difícil el detener una epidemia como la de 1918, al menos en su primera oleada. Escapa de la capacidad técnica y científica actual aislar el virus, analizarlo, encontrar una vacuna y producir las suficientes dosis antes de que el virus se expandiera por el mundo. Del mismo modo la industria farmacéutica, pese a estar mucho más desarrollada que en 1918, no sería capaz de producir suficientes antibióticos ni suficientes antivirales para varios miles de millones de personas en poco tiempo.
Entre las desventajas que dejan vulnerable a la población mundial se puede citar: 
- Falta de cultura de higiene en regiones económicamente castigadas.
- Falta de interés político por parte del Estado en la atención a la salud pública.
- Carencias en inversión estatal para prevenir catástrofes sanitarias.
- Deficiencias o ausencias en el destino de recursos públicos obtenidos de impuestos de los ciudadanos para la construcción de hospitales, renovación de equipo médico, contratación de personal de salud, y mejoras en el bienestar del personal para que brinden una atención de calidad.
- Destinar recursos públicos en investigación y desarrollo en ciencia y tecnología.

## Investigación
El origen de la pandemia de gripe de 1918 y la relación entre los brotes casi simultáneos en humanos y cerdos han sido controvertidos. Una hipótesis es que la cepa del virus se detectó en Fort Riley, Kansas, en virus en aves de corral y cerdos que el fuerte crio para alimento; Los soldados fueron enviados desde Fort Riley alrededor del mundo, donde propagaron la enfermedad. Las similitudes entre una reconstrucción del virus y los virus aviarios, combinada con la pandemia humana que precede a los primeros informes de influenza en cerdos, llevaron a los investigadores a concluir que el virus de la influenza saltó directamente de las aves a los humanos, y los cerdos contrajeron la enfermedad de los humanos.
Otros no están de acuerdo, y una investigación más reciente ha sugerido que la cepa puede haberse originado en una especie de mamífero no humano. Se ha establecido una fecha estimada para su aparición en huéspedes mamíferos en el período 1882-1913. Este virus ancestro divergió alrededor de 1913–1915 en dos clados (o grupos biológicos), lo que dio origen a los linajes clásicos de la gripe porcina H1N1. El último antepasado común de las cepas humanas data de febrero de 1917 a abril de 1918. Debido a que los cerdos se infectan más fácilmente con los virus de la gripe aviar que los humanos, se sugirió que eran los receptores originales del virus, transmitiendo el virus a los humanos en algún momento entre 1913 y 1918.
Un esfuerzo por recrear la cepa de la gripe de 1918 (un subtipo de cepa aviar H1N1) fue una colaboración entre el Instituto de Patología de las Fuerzas Armadas, el Laboratorio de Investigación de Aves de Corral del Sureste del USDA y la Escuela de Medicina Mount Sinai en la ciudad de Nueva York. El esfuerzo dio como resultado el anuncio (el 5 de octubre de 2005) de que el grupo había determinado con éxito la secuencia genética del virus, utilizando muestras históricas de tejido recuperadas por el patólogo Johan Hultin de una víctima inuit de gripe enterrada en el permafrost de Alaska y muestras preservadas de soldados estadounidenses Roscoe Vaughan y James Downs.
El 18 de enero de 2007, Kobasa et al. (2007) informaron que los monos (Macaca fascicularis) infectados con la cepa de la gripe recreada exhibieron síntomas clásicos de la pandemia de 1918 y murieron a causa de tormentas de citoquinas, una reacción exagerada del sistema inmunitario. Esto puede explicar por qué la gripe de 1918 tuvo un efecto sorprendente en las personas más jóvenes y saludables, ya que una persona con un sistema inmunitario más fuerte podría tener una reacción exagerada más fuerte.
El 16 de septiembre de 2008, el cuerpo del político y diplomático británico sir Mark Sykes fue exhumado para estudiar el ARN del virus de la gripe en un esfuerzo por comprender la estructura genética de la gripe aviar H5N1 moderna. Sykes había sido enterrado en 1919 en un ataúd de plomo que los científicos esperaban que hubiera ayudado a preservar el virus. Se descubrió que el ataúd estaba partido y el cadáver se descompuso gravemente; no obstante, se tomaron muestras de tejido pulmonar y cerebral.
En diciembre de 2008, la investigación realizada por Yoshihiro Kawaoka, de la Universidad de Wisconsin, relacionó la presencia de tres genes específicos (denominados PA, PB1 y PB2) y una nucleoproteína derivada de las muestras de gripe de 1918 con la capacidad del virus de la gripe para invadir los pulmones y causar neumonía. La combinación desencadenó síntomas similares en las pruebas con animales.
En junio de 2010, un equipo de la Escuela de Medicina Mount Sinai informó que la vacuna contra la pandemia de gripe de 2009 proporcionó cierta protección cruzada contra la cepa de la pandemia de 1918.
Una de las pocas cosas que se sabe con certeza acerca de la gripe en 1918 y durante algunos años después fue que, excepto en el laboratorio, era exclusivamente una enfermedad de los seres humanos. 
En 2013, el Grupo de Investigación y Modelado de AIR Worldwide "caracterizó la pandemia histórica de 1918 y estimó los efectos de una pandemia similar que ocurre hoy usando el modelo de gripe pandémica AIR". En el modelo, "un evento moderno de 'gripe española' resultaría en pérdidas de seguro de vida adicionales de entre US$15,3-27,8 mil millones solo en los Estados Unidos", con 188 000-337 000 muertes en los Estados Unidos.
En 2018, Michael Worobey, profesor de biología evolutiva en la Universidad de Arizona que está examinando la historia de la pandemia de 1918, reveló que obtuvo diapositivas de tejido creadas por William Rolland, un médico que informó sobre una enfermedad respiratoria que probablemente sea el virus mientras un patólogo en el ejército británico durante la Primera Guerra Mundial. Rolland había escrito un artículo en The Lancet durante 1917 sobre un brote de enfermedad respiratoria que comenzó en 1916 en Étaples, Francia. Worobey trazó referencias recientes a ese artículo a miembros de la familia que habían retenido las diapositivas que Rolland había preparado durante ese tiempo. Worobey extrajo tejido de los portaobjetos para revelar potencialmente más sobre el origen del patógeno.

## Enfermos célebres

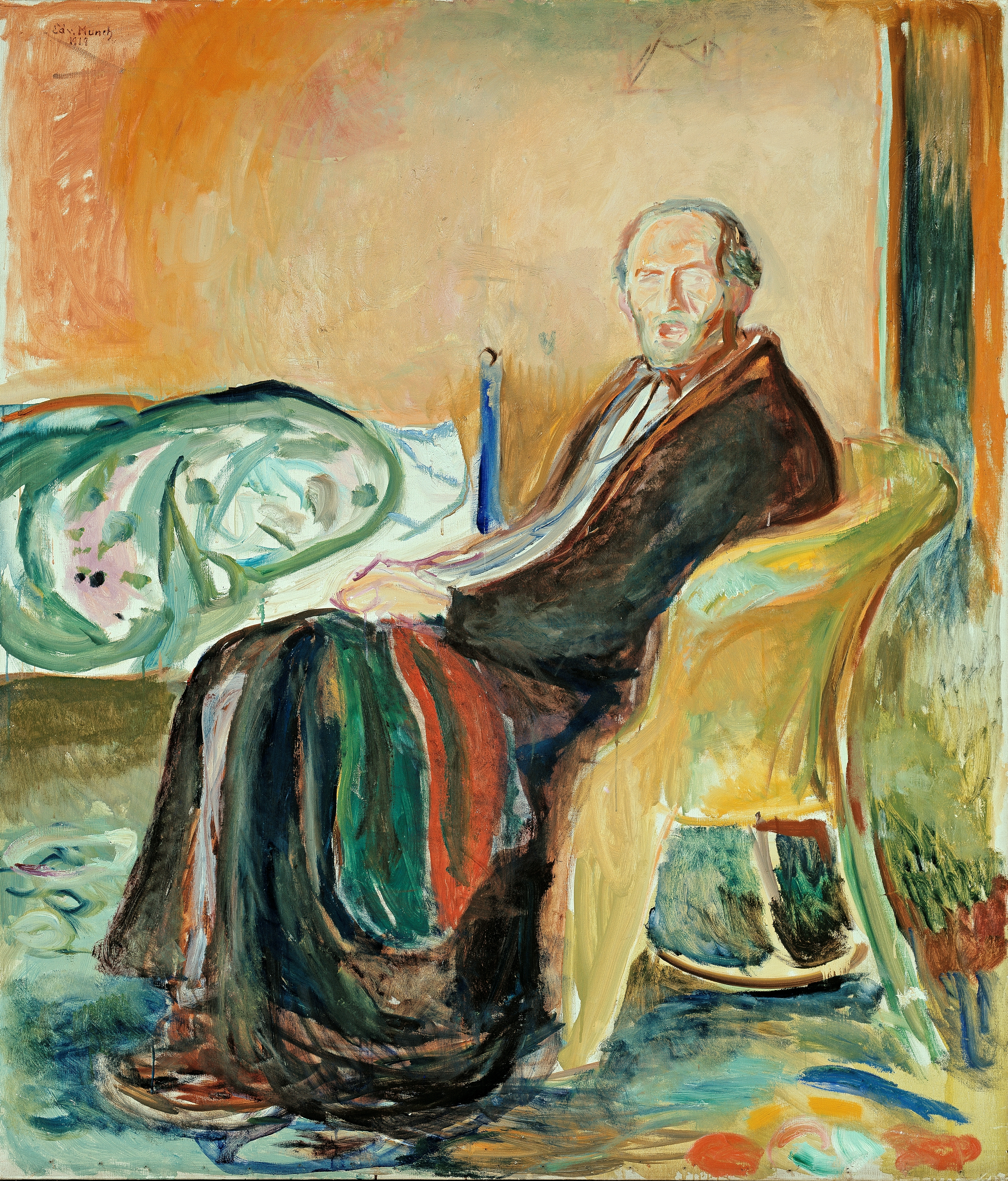
Autorretrato de Edvard Munch, quien padeció la gripe de 1918.

- Alfonso XIII, rey de España. Aunque nuevos estudios[cita requerida] sugieren que tuvo anginas y la enfermedad sería una escarlatina (Fuente: Diario ABC de la época).
- Manuel García Prieto, presidente del Gobierno de España.
- Francisco de Paula Rodrigues Alves, presidente electo de Brasil pero no pudo tomar posesión a causa de su muerte por esta enfermedad.
- Edvard Munch, artista noruego que pintó su autorretrato enfermo.
- Egon Schiele, artista austriaco que murió a causa de esta enfermedad.[71]
- Armando Reverón, artista venezolano que la superó mediante un extraño método, el cual consistía en trotar durante un largo rato y luego, todo sudoroso, bañarse con agua fría.[72]
- Guillermo II, emperador de Alemania.[17]
- Lloyd George, primer ministro británico.[17]
- Franklin Delano Roosevelt, asistente del secretario de marina y futuro presidente estadounidense.[33]
- Woodrow Wilson, presidente de los Estados Unidos.[33]
- Max Weber, sociólogo, economista, jurista, historiador y politólogo alemán.
- Guillaume Apollinaire, poeta francés.
- Edmond Rostand, dramaturgo francés.
- Santos Francisco y Jacinta Marto, pastorcitos de Fátima.